# La sirena del Mississipí
La sirena del Mississipí  (títol original en francès: La Sirène du Mississipi) és una pel·lícula francesa de François Truffaut, estrenada el 1969. Ha estat doblada al català.

## Argument
Louis Mahé, un francès de Reunion entra, per un petit anunci, en contacte epistolar amb una certa Julie Roussel que viu a Nova Caledònia; després d'intercanvi de cartes, convenen casar-se. Però quan la que s'ha de fer la seva dona arriba a la Reunió a bord del Mississipi , Louis no la reconeix com la que té a la foto (és, de fet, molt més bonica). Com se'n sorprèn, la jove reconeix haver-ne enviat una de falsa. Louis s'adona encara menys de la mentida i ha caigut quasi instantàniament sota l'encant de la que pretén ser Julie. Es casa amb ell. No tenint ja cap notícia de Julie des de fa setmanes, la seva germana Berthe telefona a Louis, que demana llavors insistentment a Julie que tranquil·litzi la seva germana.
Però la suposada Julie desapareix llavors buidant els dos comptes del que s'ha casat amb ella (el seu compte personal i el de la seva empresa, dels quals no és d'altra banda propietari més que de la meitat). Berthe, vinguda de pressa de Nova Caledonia, descobreix que Louis no s'ha casat amb la seva germana sinó amb una aventurera que s'ha fet passar per ella.
Louis i Berthe contracten llavors un detectiu privat, Comolli, per trobar la usurpadora i descobrir el que ha passat a verdadera Julie Roussel. Marxat a reposar a França de la seva desil·lusió, Louis Mahé es desmaia a l'avió i es troba en una cura de son en una clínica de Niça. S'hi restableix progressivament, però descobreix, mirant la televisió, que la jove amb qui s'ha casat i que li ha pres tots els seus diners, treballa en aquest moment en un club nocturn d'Aix-en-Provence.
Puja fins a l'hotel de la "sirena" i l'obliga a explicar-se: es diu Marion i li reconeix tota la superxeria. Al mateix temps, el compadeix sobre la seva sort contant-li la seva infantesa desgraciada i dient-li que el seu amant Richard és qui ha matat Julie i l'ha forçat a prendre el seu lloc.
Louis es torna a enamorar de Marion i abandonant tota idea de persecucions judicials, decideix amagar-la de la justícia (és buscada per a la desaparició de Julie Roussel i usurpació de la seva identitat). Malgrat allò, Comolli, el detectiu privat que Louis i la germana de Julie havien contractat i havien pagat cadascun per a meitat, troba al seu torn el rastre de Marion. Per protegir-la, i de la qual està ara apassionadament enamorat, Louis dispara contra Comolli i el mata. Ajudat de Marion, enterra el cos al celler de la vil·la que havien llogat al voltant d'Aix-en-Provence. La parella fuig llavors a Lió, el cadàver és fortuïtament descobert per la inundació del subsòl, (abandonant malgrat ells, a la seva cambra d'hotel, el maletí que conté gairebé tots els seus diners) i es refugien en un xalet de muntanya, prop de la frontera suïssa.
Són des d'aleshores quasi sense diners i Marion, no acceptant la perspectiva d'una vida de parella escurada, decideix in petto  abandonar Louis. Com ell ho impedeix, intenta enverinar-lo (amb mata-rates). Louis se n'adona i li reconeix que l'estima tant que està a punt per a morir. Afectada per aquesta confessió, Marion s'avergonyeix i cau als seus braços. Reconciliats, els dos amants (oficialment marit i muller) marxen junts a través d'un paisatge de neu, probablement en direcció a Suïssa.

## Repartiment
- Jean-Paul Belmondo: Louis Mahé
- Catherine Deneuve: Marion Vergano
- Michel Bouquet: Comoli, el detectiu privat
- Marcel Berbert: Jardine
- Nelly Borgeaud: Berthe Roussel / Julie Roussel
- Martine Ferrière: Sra. Travers
- Yves Drouet: M. Hoareau
- Roland Thénot: Richard
- Alexandra Stewart: veu off
- Delphine Seyrig: veu off
- Catherine Rosny
- Albert Ramassamy: el capellà